# アネモネ・モーニアン
アネモネ・モーニアン（9月18日 - ）は、日本の女性歌手。静岡県生まれ、東京都目黒区出身。
身長162cm。血液型はA型。ニックネームは「アニモ」。米国人の父を持ち、苗字のモーニアンは本名。

## 来歴
中学生時代にカナダに留学、高校を飛び級で2年で卒業、大学卒業までの6年間を海外で過ごす。
2010年12月12日のデビューライブから2014年11月29日解散まで、元チェキッ娘メンバーにより結成されたガールズバンド「blue chee's」のキーボーディスト/ボーカリストとして活動し、TOKYO IDOL FESTIVALやアメリカ合衆国でのライブ活動を行った。blue chee'sでは唯一チェキッ娘出身ではなく、2010年11月7日に行われた「blue chee'sキーボーディストオーディション」に参加し、加入した。名前のアネモネは、blue chee's加入時にメンバーの藤岡麻美が名付けたもの。blue chee'sはデビュー当時、メンバー全員が洋風なバンドネームを付けて活動していたため、加入に伴い藤岡が『交響詩篇エウレカセブン』のキャラクターから付けた。
blue chee'sメンバーのうち、2011年に新井利佳が台湾へ移住、2013年に藤岡も台湾へ移住し、最終的に2014年11月29日にバンドは解散した。
blue chee's解散後は作曲家の伊藤賢治と上倉紀行とのトリオ「Trimonia」のボーカリスト、ギタリストの清永充美とのバンド「アニもんズ」のボーカリストとしても活動している。
2013年冬、ミズノ「ブレスサーモ」のCM出演で地上波CMデビューした。
2015年2月20日より秋葉原カリガリにて、吉河順央らと共にオープニングキャストとして給仕した。
2017年11月29日のデビューライブより"コテカナ"こと小寺可南子とツインボーカルユニット「コテアニ」結成。同ユニットにて毎週水曜日よる20時YouTube Live公開生放送番組「コテアニのなんか来た！」をタイトーステーション溝の口店内アーケード・ライブ・バー「MEGARAGE」にて放送中。
2019年のクリスマスライブにて、翌2020年から「コテアニのなんか来た！」（コテアニ二人揃っての出演回）が偶数月の第一水曜日の配信に変更になり、それ以外の水曜日は「アニモのOTABAN」という番組名で（両番組共にこれまで同様YouTube Liveで）公開生放送を配信していく事が発表された。タイトーステーション溝の口店内アーケード・ライブ・バー「MEGARAGE」にて放送中。

## ディスコグラフィ

### アネモネ・モーニアン
1. Tears of Rain 「Side Kicks!」挿入歌歌唱・作詞 (文化放送エクステンド 2017年3月23日発売)
2. 「BUSTAFELLOWS」挿入歌歌唱、編曲 (文化放送エクステンド 2019年12月19日発売)
3. 下村陽子オリジナル楽曲「クリスマスナイト」歌唱

### コーラス参加
1. にゃにゃにゃにゃにゃ〜 植松伸夫作曲 「THE LAST STORY」
2. 覚悟 﨑元仁作曲「ケイオスドラゴン」
3. OP&メニュー画面 弘田佳孝作曲 「グランマルシェの迷宮」
4. BGMコーラス 甲田雅人作曲 TVアニメ「あそびあそばせ」
5. BGMコーラス 甲田雅人作曲 TVアニメ「CONCEPTION」
6. 「連れ去って・閉じ込めて・好きにして」ダクネス(CV: 茅野愛衣)歌唱 TVアニメ「この素晴らしい世界に祝福を!」キャラクターソング
7. 「君の未来」ハーメリーヌ(CV: 内山夕実)歌唱 TVアニメ「ラディアン」挿入歌

### 作詞参加(自ユニット以外)
1. AVENGER'S ROAR 「ダンキラ!!! - Boys, be DANCING! -」
2. Who Wants 2 Party 「ダンキラ!!! - Boys, be DANCING! -」

### blue chee's名義
1. This is not a love song（ミニアルバム 2012年2月29日発売）
2. out of the blue（1stフル・アルバム 2013年8月7日発売）

### アネモネ (blue chee's) 名義
1. ほしのありかざんまい（歌詞英訳・歌唱）（日本ファルコム 2011年12月29日発売）
2. 「世界樹の迷宮IV 伝承の巨神」スーパー・アレンジ・バージョン（日本語歌詞作詞・英語歌詞作詞・歌唱）（5pb. 2012年9月5日発売）
3. ファルコムjdkバンド　ディーバ小寺可南子シングス2（「Break the Dawn」作詞提供）（日本ファルコム 2012年12月29日）

### コテアニ
1. REBORN (1stシングル 2018年2月14日)
2. Believe/Galaxy Journey (2ndシングル 2018年3月28日)
3. Candy Dream/Game of Life (3rdシングル 2018年4月29日)
4. cosicoteani (1stアルバム 2019年5月1日)

## 出演

### TV
- CM「ブレスサーモ」（2013年11月、ミズノ）
- CM「探検！体験！江戸東京」（2014年12月、江戸東京博物館）

### ラジオ
- Suono Dolce「TokyoAfter6」（2010年、ニッポン放送）
- Suono Dolce「TokyoAfter6」（2012年、ニッポン放送）
- 「YUKKYのラジカルランド」（2012年8月30日、ラジオ日本）

### 映画
- 東宝「ツナグ」（映画内WEB＆スマホサイト制作＆映り込み）

### 雑誌
- HYPER HOBBY 2011年6月号（インタビュー掲載）
- FLASH 2012年5月29日号（インタビュー掲載）
- MANIMANI vol.2 2012年7月13日発売（アネモネ記事執筆）
- プレイボーイ 2012年8月13日号（インタビュー掲載）
- デ☆ビュー 2012年9月号（インタビュー掲載）
- J-POP GIRLS キュン！ vol.6 2012年10月発売（インタビュー掲載）
- Princess☆Collection 2013年2月27日発売（インタビュー掲載）
- J-POP GIRLS アイキュン！ vol.2 2013年9月9日発売（インタビュー掲載）
- CDジャーナル 2013年9月20日発売（レビュー掲載）

### イベント
- 渋谷CLUB CRAWL「blue chee's デビューワンマンライブ」（2010年12月12日）
- 新宿LOFT ロマンポルシェ。presents『合法ライブ2』（2011年7月3日）
- 新宿LOFT PLUS ONE「掟ポルシェのアイドル依存症」（2011年10月11日)
- 新木場STUDIO COAST「アイドル横丁夏祭り!!〜2012〜」（2012年7月1日）
- 「TOKYO IDOL FESTIVAL 2012」（2012年8月5日）
- アリオ橋本「アリオ橋本2周年記念 J:COMスペシャルイベント」（2012年9月22日）
- 有楽町駅前・特設ステージ「有楽町エキマエストリートパフォーマンス」（2012年12月25日）
- アメリカ「Naka-Kon」（2013年3月14 - 16日）
- 秋葉原CLUB GOODMAN「アキハバラアニメシティVOL.4」「桃井はるこ VS blue chee's」（2013年6月1日）
- 秋葉原CLUB GOODMAN「blue chee'sワンマンライブ（事実上のblue chee'sラストライブ）」（2013年8月10日）
- タワーレコード池袋店「インストアイベント」（2013年8月11日）
- マーズ・シックスティーンワンダーTシャツフェスティバル「アネモネ一日店長」（2013年9月16日）
- ハロー!プロジェクトオフィシャルショップ「アネモネ・モーニアン（blue chee's）〜ごめん、今まで隠してたけど実は俺…ハロヲタなんだ。〜」（2013年12月15日）
- MEGARAGE 『コテアニ デビューライブ「コテアニが来た！」』（2017年11月26日）
- ねりま光が丘公園 特設ステージ『かわいい感じジャパン in ねりま光が丘POPカルチャーフェスタ』（2018年3月31日）
- 浅草橋MANHOLE 『AKINO LEE presents「千客万来 vol.86」』（2018年4月26日）
- 初台DOORS『初台アリーナライブvol.2』（2018年4月28日）
- OTODAMA SEA STUDIO『OTODAMA SEA STUDIO 2018 supported by POCARI SWEAT 〜夏の香り 2018’〜』（2018年7月5日）
- 月あかり夢てらす『ピコピコ88 その35 夏のゲスト祭り』（2018年7月28日）
- 浅草橋MANHOLE 『One Chance eXtream Night 2018 極端に過激な夜』（2018年9月2日）
- 新宿Marble 『コテアニの新宿に来た！〜アニモ生誕祭〜』（2018年9月23日）
- MEGARAGE 『タイトーステーション溝の口店MEGARAGE1周年記念コテアニスペシャルライブ』（2018年10月27日）
- MEGARAGE 『コテアニデビュー1周年記念スペシャルライブ』（2018年12月1日）
- MEGARAGE 『「コテアニのなんか来た！」vol.109 コテアニクリスマスライブ』（2019年12月25日）

### WEB媒体
- アメーバスタジオプレミアム生放送（2012年7月31日）
- アイドル音楽専門チャンネル「A.I.S.A」（2012年）
- blue chee's 3周年記念USTREAM番組「blue stream attack!!」（2012年12月12日 - ）
- 「下北FM」DJ TOMOAKI'S RADIO SHOW（2013年3月21日）
- 「コテアニのなんか来た！」vol.01（2017年11月1日 - 2019年4月現在、週1でMEGARAGEより公開生配信中）
- 「アニモのOTABAN」（2020年1月8日 - 2020年8月現在、週1でMEGARAGEより公開生配信中）

その他、公式サイト参照

## 人物

### 影響
- 植松伸夫、伊藤賢治、光田康典など、スクウェア_(ゲーム会社)の作曲家、浅倉大介に影響を受け音楽を始めた[6]。
- 影響を受けたボーカリストに大木理紗、T.M.Revolution、エンターテイナーにマイケル・ジャクソンを挙げている[6]。
- blue chee'sが二足の草鞋で夢を追うことをコンセプトにしていたため、活動の傍ら会社員として勤務していた。デビュー前より所属していた植松設立のレコード会社DOG EAR RECORDSスタッフ、TBS・MBS公式アニメ通販サイト「アニまるっ!」サイト立ち上げスタッフなどの職歴が確認されている[7]。
- 掟ポルシェとはライブの共演以来の交流がある[8]。

### 趣向
- 元々チェキッ娘、chee'sのファンでもあった[9]。
- バクステ外神田一丁目については秋葉原バックステージパスまで通っていた[10][出典無効]。
- 好きな男性のタイプは『機動武闘伝Gガンダム』のドモン・カッシュ。雑誌のインタビューでも度々答えており、キャラクターデザインの島本和彦からTwitterでコメントを貰い喜んだことがある[11][12]。
- 特撮ファンである。近年[いつ?]最も熱中した特撮作品に『海賊戦隊ゴーカイジャー』を挙げている[13]。
- イベントやブログでコスプレ姿を披露することもあるが、権利関係には厳しい意見を持つ[14][出典無効]。

## blue chee'sとしての活動

### blue chee'sでの位置付け
- blue chee'sメンバーでは最年少[15]。
- blue chee'sはアラサーガールズバンドとして活動していたが、2013年時点でまだ20代であることを公表している[16][リンク切れ]。
- ライブやイベントのMCでは告知を担当することが多い。[要出典]
- TOKYO IDOL FESTIVALのプロダクション説明会に出席したり、「アイドル横丁夏祭り!!〜2012〜」のイベント担当者にオファーの電話を入れるなど、マネージャーのいないblue chee'sでは裏方も担当していた[17][18][19][出典無効]。
- blue chee'sのWEBサイトはアネモネの作成によるものだった。オフィシャルグッズの企画・デザインもほぼ全てアネモネが担当していた[20][出典無効]。
- オーディションへの参加を始め、活発な営業活動など、フットワークが軽く目的に対し高い行動力を発揮する。[独自研究?]2013年3月14日には加入当初より宣言していた海外デビューを果たす。
- バンド所属中のソロ活動時には「アネモネ(blue chee's)」名義を使用し、日本ファルコム、5bp.作品に歌唱参加、歌詞提供、英詞翻訳をしていた[21][22][23]。

### メンバー台湾移住後
- 2013年8月7日に発売された初のフルアルバム『out of the blue』は、メンバーが台湾に移住してから制作されており、制作・マネージメント面をアネモネが全面的に担当した[要出典]（伊藤賢治、掟ポルシェ等が楽曲提供にて参加している）。
- メンバー内で唯一日本で活動する中、2013年5月1日にDJアニモとしてDJデビューをした[14]。
- 秋葉原のスープカレー店スープカレーカムイとのコラボレーション企画「スープカレーカムイ×blue chee's」を企画。POPのイラストも担当した[24]。イラストについてはバンドフライヤーでも披露することがある[25]。

### blue chee's以前の経歴
- 植松伸夫のレーベルDOG EAR RECORDSで翻訳通訳ウェブ制作などの業務を担当をしていた。他にも、谷岡久美、伊藤賢治・佐藤天平によるユニットW-NOTEのウェブサイトなどを制作した[16][リンク切れ]。
- アニメソングを歌うことを目指していた。[要出典]